# Hypographa epiodes
Hypographa epiodes är en fjärilsart som beskrevs av Turner 1930. Hypographa epiodes ingår i släktet Hypographa och familjen mätare. Inga underarter finns listade i Catalogue of Life.